# 2024年シンガポールグランプリ
2024年シンガポールグランプリ（英: 2024 Singapore Grand Prix、正式名称: Formula 1 Singapore Airlines Singapore Grand Prix 2024）は、2024年のF1世界選手権第18戦として、2024年9月22日にマリーナベイ・ストリート・サーキットで開催された。

## 背景
タイヤ
ピレリが持ち込んだドライ用タイヤのコンパウンドはハード（白）：C3、ミディアム（黄）：C4、ソフト（赤）：C5のソフト寄りの組み合わせ。
| ドライ用   | ドライ用       | ドライ用   | ウェット用           | ウェット用   |
| C3         | C4             | C5         | インターミディエイト | フルウェット |
| ---------- | -------------- | ---------- | -------------------- | ------------ |
| （ハード） | （ミディアム） | （ソフト） | （小雨用）           | （大雨用）   |
DRS：4箇所
前年のコースレイアウト変更によりストレート形状となったターン14とターン16の間にDRSゾーンが追加され、4箇所となった。
※（　）内は検知ポイント
- DRS1：ターン5より48m先から（ターン4）
- DRS2：ターン13より78m先から（ターン13より102m手前）
- DRS3：ターン14より100m先から（同上）
- DRS4：ターン19の出口から（ターン17のエイペックスより105m先）

特別カラーリング
- メルセデス：2010年のフルワークス活動復帰以来タイトルスポンサーとなっているペトロナスの創立50周年を祝し、W15のノーズとサイドポンツーンを本来のシルバーからペトロナスのエメラルドグリーンに変更する。
- RB：スポンサーのHUGOがデザインしたデニム柄のカラーリングをVCARB 01とレーシングスーツに施す。
- マクラーレン：スポンサーのOKXと共同でデザインした「レジェンド・リボーン・カラー」をMCL38に施す。1974年から1996年のタイトルスポンサーであったマールボロを纏ったデザインで、赤の部分をパパイヤオレンジに置き換え、最初のMP4シリーズとなるMP4/1が制作された1981年から1996年にかけてドライブした13人のドライバー（ニキ・ラウダ、アラン・プロスト、アイルトン・セナなど）の名前が入れられる。
- レッドブル（中止）：ファンがデザインした特別カラーリングを第12戦イギリスGPに続き、本GPと次戦アメリカGPでも採用する予定だったが、前戦アゼルバイジャンGPでコンストラクターズランキング首位から転落したことを受け、1kgの重量増加を避けるため見送られた。

## エントリー
レギュラードライバー
- ハース：ペナルティポイントの累積により前戦アゼルバイジャンGPを出場停止となったケビン・マグヌッセンが復帰する。

## フリー走行

### FP1
2024年9月20日 17:30 SST (UTC+8)
（特記のない出典: ）
- 気温：31 °C (88 °F) 路面温度：38 °C (100 °F) 天候：曇 路面状況：ドライ

### FP2
2024年9月20日 21:00 SST (UTC+8)
（特記のない出典: ）
- 気温：30 °C (86 °F) 路面温度：33 °C (91 °F) 天候：曇 路面状況：ドライ

### FP3
2024年9月21日 17:30 SST (UTC+8)
（特記のない出典: ）
- 気温：30 °C (86 °F) 路面温度：37 °C (99 °F) 天候：曇 路面状況：ドライ

### 各セッションの順位
| 順位  | ドライバー         | コンストラクター | タイム   |
| ----- | ------------------ | ---------------- | -------- |
| 1     | C.ルクレール       | フェラーリ       | 1:31.763 |
| 2     | L.ノリス           | マクラーレン     | 1:31.839 |
| 3     | C.サインツ         | フェラーリ       | 1:31.952 |
| 4     | M.フェルスタッペン | レッドブル       | 1:32.097 |
| 5     | 角田裕毅           | RB               | 1:32.263 |
| 出典: |                    |                  |          |

| 順位  | ドライバー   | コンストラクター | タイム   |
| ----- | ------------ | ---------------- | -------- |
| 1     | L.ノリス     | マクラーレン     | 1:30.727 |
| 2     | C.ルクレール | フェラーリ       | 1:30.785 |
| 3     | C.サインツ   | フェラーリ       | 1:31.356 |
| 4     | 角田裕毅     | RB               | 1:31.468 |
| 5     | O.ピアストリ | マクラーレン     | 1:31.474 |
| 出典: |              |                  |          |

| FP3 \| 順位 \| ドライバー \| コンストラクター \| タイム \| \| ---------- \| ------------------ \| ---------------- \| -------- \| \| 1 \| L.ノリス \| マクラーレン \| 1:29.646 \| \| 2 \| G.ラッセル \| メルセデス \| 1:30.125 \| \| 3 \| O.ピアストリ \| マクラーレン \| 1:30.431 \| \| 4 \| M.フェルスタッペン \| レッドブル \| 1:30.540 \| \| 5 \| C.ルクレール \| フェラーリ \| 1:30.559 \| \| 出典: [19] \| \| \| \| | - 注: いずれもトップ5まで掲載。 |                  |          |
| 順位 | ドライバー                      | コンストラクター | タイム   |
| 1 | L.ノリス                        | マクラーレン     | 1:29.646 |
| 2 | G.ラッセル                      | メルセデス       | 1:30.125 |
| 3 | O.ピアストリ                    | マクラーレン     | 1:30.431 |
| 4 | M.フェルスタッペン              | レッドブル       | 1:30.540 |
| 5 | C.ルクレール                    | フェラーリ       | 1:30.559 |
| 出典: |                                 |                  |          |

## 予選
2024年9月21日 21:00 SST (UTC+8)
（特記のない出典: ）
- 気温：29 °C (84 °F) 路面温度：32 °C (90 °F) 天候：曇 路面状況：ドライ

### 予選結果
| 順位                | No. | ドライバー                 | コンストラクター                        | Q1       | Q2       | Q3        | Grid |
| ------------------- | --- | -------------------------- | --------------------------------------- | -------- | -------- | --------- | ---- |
| 1                   | 4   | ランド・ノリス             | マクラーレン-メルセデス                 | 1:30.002 | 1:30.007 | 1:29.525  | 1    |
| 2                   | 1   | マックス・フェルスタッペン | レッドブル-ホンダ・RBPT                 | 1:30.157 | 1:29.680 | 1:29.728  | 2    |
| 3                   | 44  | ルイス・ハミルトン         | メルセデス                              | 1:30.393 | 1:29.929 | 1:29.841  | 3    |
| 4                   | 63  | ジョージ・ラッセル         | メルセデス                              | 1:30.811 | 1:30.153 | 1:29.867  | 4    |
| 5                   | 81  | オスカー・ピアストリ       | マクラーレン-メルセデス                 | 1:30.258 | 1:29.640 | 1:29.953  | 5    |
| 6                   | 27  | ニコ・ヒュルケンベルグ     | ハース-フェラーリ                       | 1:30.724 | 1:30.150 | 1:30.115  | 6    |
| 7                   | 14  | フェルナンド・アロンソ     | アストンマーティン・アラムコ-メルセデス | 1:30.684 | 1:30.450 | 1:30.214  | 7    |
| 8                   | 22  | 角田裕毅                   | RB-ホンダ・RBPT                         | 1:30.716 | 1:30.289 | 1:30.354  | 8    |
| 9                   | 16  | シャルル・ルクレール       | フェラーリ                              | 1:30.786 | 1:29.747 | No time 1 | 9    |
| 10                  | 55  | カルロス・サインツ         | フェラーリ                              | 1:30.670 | 1:30.108 | No time 2 | 10   |
| 11                  | 23  | アレクサンダー・アルボン   | ウィリアムズ-メルセデス                 | 1:30.679 | 1:30.474 | n/a       | 11   |
| 12                  | 43  | フランコ・コラピント       | ウィリアムズ-メルセデス                 | 1:30.704 | 1:30.481 | n/a       | 12   |
| 13                  | 11  | セルジオ・ペレス           | レッドブル-ホンダ・RBPT                 | 1:30.624 | 1:30.579 | n/a       | 13   |
| 14                  | 20  | ケビン・マグヌッセン       | ハース-フェラーリ                       | 1:30.829 | 1:30.653 | n/a       | 14   |
| 15                  | 31  | エステバン・オコン         | アルピーヌ-ルノー                       | 1:30.958 | 1:30.769 | n/a       | 15   |
| 16                  | 3   | ダニエル・リカルド         | RB-ホンダ・RBPT                         | 1:31.085 | n/a      | n/a       | 16   |
| 17                  | 18  | ランス・ストロール         | アストンマーティン・アラムコ-メルセデス | 1:31.094 | n/a      | n/a       | 17   |
| 18                  | 10  | ピエール・ガスリー         | アルピーヌ-ルノー                       | 1:31.312 | n/a      | n/a       | 18   |
| 19                  | 77  | バルテリ・ボッタス         | キック・ザウバー-フェラーリ             | 1:31.572 | n/a      | n/a       | 19   |
| 20                  | 24  | 周冠宇                     | キック・ザウバー-フェラーリ             | 1:32.054 | n/a      | n/a       | 20   |
| 107% time: 1:36.302 |     |                            |                                         |          |          |           |      |
| 出典:               |     |                            |                                         |          |          |           |      |

追記
- ^1 - ルクレールはQ3でベストタイムとなる1:30.119を記録したが、トラックリミット違反により抹消されノータイム扱いとなった[20]
- ^2 - サインツはQ3で最初のアタックラップ直前にクラッシュしたため、タイムを記録できず[20]

## 決勝
2024年9月22日 20:00 SST (UTC+8)
（特記のない出典: ）
- 気温：31 °C (88 °F) 路面温度：37 °C (99 °F) 天候：曇 路面状況：ドライ

ランド・ノリスが1度も首位の座を明け渡さず、2位のマックス・フェルスタッペンに20秒の大差を付け、8位以下を周回遅れにする独走で自身初のポール・トゥ・ウィンを決めた。しかし、レース終盤にRBのダニエル・リカルドがファステストラップを更新したため、自身初のグランドスラム達成とはならなかった。
ノリスに完敗したフェルスタッペンだったが、前述のようにレッドブルの姉妹チームであるRBがノリスの1点を奪い取ったことで、両者のポイント差は7点縮まり52点差となったものの、ダメージは最小限に抑えられた。この件によるレッドブルとRBの関係性についてマクラーレンから非難の声が上がり、2019年から導入されていたファステストラップ記録者に対するポイントがこの年で終了する要因となった。一方、ノリスのチームメイトであるオスカー・ピアストリが3位表彰台を獲得し、フェルスタッペンのチームメイトであるセルジオ・ペレスが周回遅れの10位に終わったことで、マクラーレンとレッドブルのポイント差は41点に広がった。
なお、リカルドはこのレースをもってRBを去ることになった。

### レース結果
| 順位  | No. | ドライバー                 | コンストラクター                        | 周回数 | タイム/リタイア原因 | Grid | Pts. |
| ----- | --- | -------------------------- | --------------------------------------- | ------ | ------------------- | ---- | ---- |
| 1     | 4   | ランド・ノリス             | マクラーレン-メルセデス                 | 62     | 1:40:52.571         | 1    | 25   |
| 2     | 1   | マックス・フェルスタッペン | レッドブル-ホンダ・RBPT                 | 62     | +20.945             | 2    | 18   |
| 3     | 81  | オスカー・ピアストリ       | マクラーレン-メルセデス                 | 62     | +41.823             | 5    | 15   |
| 4     | 63  | ジョージ・ラッセル         | メルセデス                              | 62     | +1:01.040           | 4    | 12   |
| 5     | 16  | シャルル・ルクレール       | フェラーリ                              | 62     | +1:02.430           | 9    | 10   |
| 6     | 44  | ルイス・ハミルトン         | メルセデス                              | 62     | +1:25.248           | 3    | 8    |
| 7     | 55  | カルロス・サインツ         | フェラーリ                              | 62     | +1:36.039           | 10   | 6    |
| 8     | 14  | フェルナンド・アロンソ     | アストンマーティン・アラムコ-メルセデス | 61     | +1 Lap              | 7    | 4    |
| 9     | 27  | ニコ・ヒュルケンベルグ     | ハース-フェラーリ                       | 61     | +1 Lap              | 6    | 2    |
| 10    | 11  | セルジオ・ペレス           | レッドブル-ホンダ・RBPT                 | 61     | +1 Lap              | 13   | 1    |
| 11    | 43  | フランコ・コラピント       | ウィリアムズ-メルセデス                 | 61     | +1 Lap              | 12   |      |
| 12    | 22  | 角田裕毅                   | RB-ホンダ・RBPT                         | 61     | +1 Lap              | 8    |      |
| 13    | 31  | エステバン・オコン         | アルピーヌ-ルノー                       | 61     | +1 Lap              | 15   |      |
| 14    | 18  | ランス・ストロール         | アストンマーティン・アラムコ-メルセデス | 61     | +1 Lap              | 17   |      |
| 15    | 24  | 周冠宇                     | キック・ザウバー-フェラーリ             | 61     | +1 Lap              | 20   |      |
| 16    | 77  | バルテリ・ボッタス         | キック・ザウバー-フェラーリ             | 61     | +1 Lap              | 19   |      |
| 17    | 10  | ピエール・ガスリー         | アルピーヌ-ルノー                       | 61     | +1 Lap              | 18   |      |
| 18    | 3   | ダニエル・リカルド         | RB-ホンダ・RBPT                         | 61     | +1 Lap              | 16   |      |
| 19†   | 20  | ケビン・マグヌッセン       | ハース-フェラーリ                       | 57     | パンク              | 14   |      |
| Ret   | 23  | アレクサンダー・アルボン   | ウィリアムズ-メルセデス                 | 15     | オーバーヒート      | 11   |      |
| 出典: |     |                            |                                         |        |                     |      |      |

追記
- ^† - リタイアだが、90%以上の距離を走行したため規定により完走扱い

勝者ランド・ノリスの平均速度
- 182.090 km/h (113.145 mph)

ファステストラップ
- ダニエル・リカルド - 1:34.486（60周目）
  - 入賞圏外の18位でフィニッシュしたため、ポイント獲得の対象とはならなかった

ラップリーダー
太字は最多ラップリーダー
- ランド・ノリス - 62周 (1-62)

## 達成された主な記録
（特記のない出典：）
ドライバー
- 初のポール・トゥ・ウィン: ランド・ノリス[24][34]
- 350戦目の出走: ルイス・ハミルトン - 史上3人目、キミ・ライコネンに並ぶ歴代2位[35]
- 200戦目の出走: カルロス・サインツ - 史上24人目[35]

コンストラクター
- 初ファステストラップ: RB[36]

エンジン
- 通算220勝: メルセデス

レース
- シンガポールGPは2008年にF1世界選手権レースが初開催されて以来毎年[注 4]セーフティカーが出動していたが、15回目の開催で初めてセーフティカーが出動しなかった[37]。

## 第18戦終了時点のランキング
|       | 順位 | ドライバー                 | ポイント |
| ----- | ---- | -------------------------- | -------- |
|       | 1    | マックス・フェルスタッペン | 331      |
|       | 2    | ランド・ノリス             | 279      |
|       | 3    | シャルル・ルクレール       | 245      |
|       | 4    | オスカー・ピアストリ       | 237      |
|       | 5    | カルロス・サインツ         | 190      |
| 出典: |      |                            |          |

|       | 順位 | コンストラクター                        | ポイント |
| ----- | ---- | --------------------------------------- | -------- |
|       | 1    | マクラーレン-メルセデス                 | 516      |
|       | 2    | レッドブル-ホンダ・RBPT                 | 475      |
|       | 3    | フェラーリ                              | 441      |
|       | 4    | メルセデス                              | 329      |
|       | 5    | アストンマーティン・アラムコ-メルセデス | 86       |
| 出典: |      |                                         |          |

- 注：いずれもトップ5まで掲載。